# 琴香堂琴谱
《琴香堂琴譜》，古琴譜，清乾隆二十五年馬士駿撰。

## 琴譜介紹
廣陵派的琴譜，清初在鹽都揚州（古稱廣陵）稱盛。不少琴師即使聞名京師，也祗是偶然進京一訪，而不常住在北京。號稱國師的金陶，還有個別的內廷供奉，莫不在老年告歸江南林下。其中祗有邗江馬士駿，足跡不出京師，自稱從事琴學已六十年，直至乾隆二十五年才把釐正的部分琴曲，刊爲《琴香堂琴譜》行世。
馬氏在譜的序文中提到他的父親馬任、叔父馬倩和他的二兄果亭都比他強，到他本人晚年，祗是念先人遺意，與有人和同遊諸君，商酌草寫了這個譜本，祗是爲了“少小學習，不忍棄去”，又是經友人勸告，才予刊行。他感到“古人一藝之成，著爲姓氏，樂操土音，識者歎其不忘本”。另外他還專用一頁附識，說他幼年曾從廣陵徐晉臣學琴，因此，人們都認爲他是一個沒有去過廣陵的廣陵拍在京琴家，所以尊他爲國師。